# Karl Schwarzschild
Karl Schwarzschild (Fráncfort del Meno, Alemania, 9 de octubre de 1873-Potsdam, Alemania, 11 de mayo de 1916) fue un físico, matemático y astrónomo alemán de origen judío, uno de los pioneros de la teoría cuántica. Como astrónomo observacional desarrolló investigaciones sobre óptica y fotografía relacionadas con este campo, introduciendo la geometría no euclidiana para medir el universo. En el área de la relatividad, aportó soluciones exactas a las ecuaciones del campo de Einstein, y avanzó ideas sobre los agujeros negros que se confirmarían décadas después.[cita requerida]

## Biografía
Schwarzschild nació en Fráncfort del Meno, y fue el mayor de seis hermanos de una familia de ascendencia judía. Joven prodigio, a los dieciséis años desarrolló un trabajo sobre la teoría de órbitas celestes y otro sobre las estrellas dobles, que luego se publicarían en la revista Astronomische Nachrichten (Informes Astronómicos). Su talento con las matemáticas se vería potenciado gracias al hijo de un amigo de su padre dos años mayor que él, Paul Epstein, con quien compartía su afición por la astronomía.
Hacia 1891 ingresó en la Universidad de Estrasburgo, y en tres años obtuvo el doctorado en Múnich, tras dedicarse a la astronomía observacional, trabajando a continuación como asistente en el Observatorio Kuffner, donde desarrolló una fórmula para calcular las propiedades de los materiales fotográficos. Más adelante volvió a la Universidad de Múnich, a la que había enviado un trabajo sobre la medición de la magnitud estelar, en el que relacionaba las variaciones de las propiedades fotográficas con la temperatura de una estrella.
Desde 1901 a 1909 ejerció como profesor de la prestigiosa Universidad de Gotinga, donde trabajó con figuras importantes de la astronomía y la matemática. Es por esa época cuando propone, en una conferencia, que el Universo «lejos de regirse por una geometría euclidiana, podría regirse más bien por una [geometría] curva» (véase geometría no euclidiana). También publicó relevantes artículos, tratando asuntos como el papel de la radiactividad en el balance de la atmósfera del Sol, el transporte de la energía a través de la radiación estelar o investigaciones en el campo de la óptica y la electrodinámica.
Física teórica y relatividad: los astros oscuros. También en física teórica y relatividad desarrolló trabajos significativos: el primero, menos conocido en general, abordaba el espectro atómico y reglas generales de cuantificación, y fue el pionero de la teoría cuántica en paralelo con Niels Bohr y Arnold Sommerfeld; el segundo, más difundido en el mundo de la física estelar, trataba sobre la solución de las ecuaciones de campo de Albert Einstein en torno a un cuerpo supermasivo cuya velocidad de escape fuera mayor que la de la luz (véase métrica de Schwarzschild). Su trabajo, publicado después de haberse alistado en el ejército, en 1916, rondó por las aulas de las universidades más prestigiosas de astronomía de la época, pero no ganó mucha popularidad, pues nadie creía que un cuerpo tan grande pudiera tener cabida en la realidad. Tuvieron que pasar décadas para que su idea fuera tomada en serio, para lo que después de la década de 1930 empieza una nueva era en la historia de los astros oscuros, que comenzaron a llamarse agujeros negros en 1967, gracias a John Archibald Wheeler.
Karl Schwarzschild falleció, a los 42 años durante la Primera Guerra Mundial, por haber contraído pénfigo (una grave enfermedad autoinmune que afecta a la piel) durante su estancia en el ejército.

### Relatividad

El problema de Kepler en relatividad general, usando la métrica de Schwarzschild

El propio Einstein se sorprendió gratamente al saber que sus ecuaciones de campo admitían soluciones exactas, debido a su complejidad prima facie, y porque él mismo solo había producido una solución aproximada. La solución aproximada de Einstein fue publicada en su famoso artículo de 1915 sobre el avance del perihelio de Mercurio. Allí, Einstein usó coordenadas rectangulares para aproximar el campo gravitatorio alrededor de una masa esféricamente simétrica, no giratoria y no cargada. Schwarzschild, por el contrario, eligió un sistema de coordenadas "más parecido a un sistema polar" más elegante y fue capaz de hallar una solución exacta que formuló por primera vez en una carta a Einstein del 22 de diciembre de 1915, escrita mientras Schwarzschild servía durante la Primera Guerra Mundial en el frente ruso. Schwarzschild concluyó la carta escribiendo: "Como ves, la guerra me trató con la amabilidad suficiente, a pesar de los fuertes disparos, para permitirme alejarme de todo y tomar este paseo en la tierra de tus ideas". En 1916, Einstein escribió a Schwarzschild sobre este resultado:

He leído su artículo con el máximo interés. No esperaba que uno pudiera formular la solución exacta del problema de una manera tan simple. Me gustó mucho su tratamiento matemático del tema. El próximo jueves presentaré la obra a la Academia con algunas palabras de explicación.
Albert Einstein

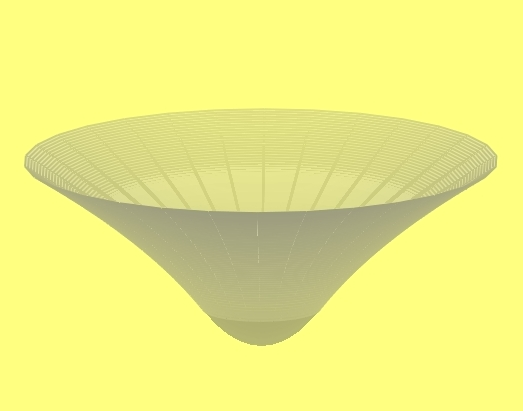
Región límite de la solución interior y exterior de Schwarzschild

El segundo trabajo de Schwarzschild, que formulaba lo que ahora se conoce como la "solución de Schwarzschild interior" (en alemán: innere Schwarzschild-Lösung), es válido dentro de una esfera de moléculas distribuidas homogéneamente e isotrópicas dentro de una superficie de radio r = R. Es aplicable a sólidos; fluidos incompresibles; el sol y las estrellas considerados como un gas caliente cuasi-isotrópico; y a cualquier gas distribuido homogéneamente e isotrópico.
La primera solución (simétrica esféricamente) de Schwarzschild no contiene una coordenada con una singularidad matemática en una superficie que ahora lleva su nombre. En coordenadas de Schwarzschild, esta singularidad se encuentra en la esfera de puntos con un radio particular, denominado el radio de Schwarzschild:
{\displaystyle R_{s}={\frac {2GM}{c^{2}}}}
donde G es la constante de gravitación universal,  M  es la masa del cuerpo central, y c es la velocidad de la luz en el vacío. En los casos en que el radio del cuerpo central es menor que el radio de Schwarzschild, {\displaystyle R_{s}} representa el radio dentro del cual todos los cuerpos masivos, e incluso los fotones, inevitablemente caen en el cuerpo central (ignorando los efectos efecto túnel cerca del límite). Cuando la densidad de masa de este cuerpo central excede un límite particular, desencadena un colapso gravitatorio que, si se produce con simetría esférica, produce lo que se conoce como un agujero negro de Schwarzschild. Esto ocurre, por ejemplo, cuando la masa de una estrella de neutrones excede el Límite de Tolman-Oppenheimer-Volkoff (aproximadamente tres masas solares).

## Eponimia
Además de los conceptos físico-matemáticos que llevan su nombre, se tiene que:
- El Observatorio Karl Schwarzschild de Tautenburg se llama así en su honor.
- El cráter lunar Schwarzschild lleva este nombre en su memoria.[5]
- El asteroide (837) Schwarzschilda también conmemora su nombre.[6]